# Mohammed Aoulad
Mohammed Aoulad, né le 29 août 1991 à Bruxelles, est un joueur de football belge. Il évolue actuellement au Al Muharraq Club au poste d'attaquant. Il possède également la nationalité marocaine .

## Biographie
Mohammed Aoulad naît à Bruxelles de parents marocains.
En 2013, il est limogé du RSC Charleroi pour comportement indiscipliné,.
En 2020, il va quitter l’AFC Tubize pour rejoindre un club de première division au Bahrein.